# Роберсонвил (Северна Каролина)
Роберсонвил (енгл. Robersonville) град је у америчкој савезној држави Северна Каролина.

## Демографија
По попису из 2010. године број становника је 1.488, што је 243 (-14,0%) становника мање него 2000. године.
| Група             | 2000.         | 2010.       |
| Белци             | 618 (35,7%)   | 439 (29,5%) |
| Афроамериканци    | 1.065 (61,5%) | 991 (66,6%) |
| Азијати           | 8 (0,5%)      | 9 (0,6%)    |
| Хиспаноамериканци | 29 (1,7%)     | 41 (2,8%)   |
| Укупно            | 1.731         | 1.488       |